# Ridimz
Ridimz anciennement Rythmz est un groupe de musique camerounais. Le groupe est constitué de deux artistes, Phillbill et K Master K.

## Historique du groupe
Ridimz est un duo de musique camerounais composé de Diyani Bill Munyenge, beatmaker plus connu sous le nom de Phillbill ou Dianee, et de Fongap Etienne Nkeng, arrangeur, plus connu sous le nom de K Master K ou encore Kezzy. Le groupe est créé en 2008 à Buéa et, à sa création, il est constitué de 3 membres (Diannee, Kezzy et Flamez). Le groupe commence à composer ses propres titres en 2010. Le tout premier single à succès du groupe, intitulé Honeymoon, sort en 2013 sous leur label No Hitz No Recordz et permet au trio de se faire connaître sur la scène musicale locale. Flamez, rebaptisé Dr Nkeng Stephens, aujourd'hui réalisateur et cinéaste de renom, quitte le groupe très tôt pour se consacrer à la production vidéo.
En 2015, le duo Rythmz collabore avec le groupe camerounais X-Maleya sur le titre Dancia, qui connaît du succès. Le duo rejoint l'écurie du label XM Music, fondé par le groupe X-Maleya, et sort le single Madame tout le monde en collaboration avec le chanteur Mr Leo, lequel permet à Ridimz d'asseoir sa notoriété,.
Rythmz signe sous le label Empire Company en 2017 et présente le titre Boboloh, suivi quelques mois par la chanson Tobassi, qui connaît aussi un certain succès. Le duo participe au projet Power, initié par le label Empire. Le groupe sort son premier EP intitulé Addiction en mai 2018,. Le duo quitte le label Empire Company en 2019.
En novembre 2019, le groupe change de dénomination et passe de Rythmz à Ridimz, et rétablit leur label No Hitz No Records sous un nouveau label dénommé Shaba Musik.

## Genre musical
Ridimz se distingue par un style qui leur est propre, un mélange d'Afropop et des rythmes locaux Bikutsi et de Makossa, qu'ils nomment l'Afro-Bikossa.

## Discographie

### EP
- 2018 : Addiction

### Singles
- 2013 : Honeymoon
- 2014 : A Little Lie A Little Kill
- 2014 : This Is How I Feel (BringBackOurGirls)
- 2016 : Me & You
- 2016 : Madame Tout Le Monde avec Mr Leo
- 2017: TOBASSI
- 2018: Azig Azig
- 2018: Fedeti
- 2019: Market avec Yung Meagan et Janéa
- 2020: Mbenguiste avec KO-C, Aveiro Djess
- 2020: Mama avec Blanche Bailly, KO-C, Sango Edi et Carl Brizzy
- 2020 : Dipita
- 2021: Shabasiko

## Distinctions
- 2018: Meilleur groupe, Urban Jams Awardz[17]

## Collaborations
- 2016 : Dancia avec  X-MALEYA

- 2017: Power avec Magasco, Locko, Mink's, Tenor
- 2018 : Bouge Ton Maka de Xtra P
- 2019 : La Raison avec DJ Sixty
- 2020 : Belle de Benzil